# Stefanie Heinzmann
Stefanie Fabienne Heinzmann (Eyholz, Cantão de Valais, 10 de março de 1989) é uma cantora suíça de música pop/soul, que actualmente tem grande sucesso na Europa.

## Biografia
Ganhou o interesse do público em 2008 quando venceu o SSDSDSSWEMUGABRTLAD, um concurso alemão para a descoberta de jovens talentos. Após ter vencido esse concurso, Heinzmann assinou um contrato com a Universal Music. O seu primeiro álbum foi lançado a 7 de março de 2008, juntamente com seu primeiro single "My Man Is A Mean Man", composto pelos produtores suecos Gustav Jonsson, Tommy Tysper e Marcus Sepehrmanesh. A canção é uma mistura de pop, soul e jazz e foi muito bem recebida nos países europeus de língua germânica como também no Reino Unido.

## Discografia
Álbuns
| Ano  | Título                | Posição na Parada | Posição na Parada | Posição na Parada | Posição na Parada |
| Ano  | Título                | SWI               | GER               | AUT               | EU                |
| ---- | --------------------- | ----------------- | ----------------- | ----------------- | ----------------- |
| 2008 | "Masterplan"          | 1                 | 3                 | 5                 | 8                 |
| 2009 | "Roots to Grow"       | 4                 | 13                | 41                | —                 |
| 2012 | "Stefanie Heinzmann"  | 3                 | 8                 | 24                | —                 |
| 2015 | "Chance of Rain"      | 4                 | 20                | —                 | —                 |
| 2019 | "All We Need Is Love" | 1                 | 18                | —                 | —                 |
| 2021 | "Labyrinth"           | 4                 | 19                | —                 | —                 |

Singles
| Ano  | Título                 | Posição na Parada | Posição na Parada | Posição na Parada | Posição na Parada | Álbum      |
| Ano  | Título                 | SWI               | GER               | AUT               | EU                | Álbum      |
| ---- | ---------------------- | ----------------- | ----------------- | ----------------- | ----------------- | ---------- |
| 2008 | "My Man Is a Mean Man" | 1                 | 3                 | 6                 | 8                 | Masterplan |
| 2008 | "Like a Bullet"        | 27                | 29                | 53                |                   | Masterplan |